# Josep Baqué
Josep Baqué (Barcelona, 12 de desembre de 1895 - Barcelona, 13 de març de 1967) fou un artista català de l'art marginal o art brut.
Després d'haver, a 17 anys, abandonat la seva família per anar a treballar a França i a Alemanya, Josep Baqué tornà a Barcelona l'any 1914 quan va esclatar la guerra. L'any 1928 esdevingué membre de la Guàrdia Urbana de Barcelona. Va romandre solter i vivia sol amb la seva mare, amb una vida social reduïda al mínim, i consagrà tot el seu temps lliure a dibuixar més de 1.500 imatges de monstres. L'autor recopilà els seus dibuixos en una capsa identificada com «animals, fenòmens rars, bèsties mai vistes, monstres i homes primitius» i adornada amb dues cintes amb els colors de la senyera i de la bandera republicana.

## Exposicions
- 2007, Collège de 'Pataphysique, Fond'action Boris Vian, 2007
- 2014, Démons & Merveilles, Musée art) & (marges, rue Haute 312-314, Bruxelles, du 7 février au I er juin.
- 2014, Exposició Josep Baqué a la Col·lecció de l'art brut a Lausana

## Publicacions
- Les monstres domestiques de Josep Baqué, Guy Ciancia et Françoise Degand, Viridis Candela, Le Correspondancier du Collège de Pataphysique, 8e série n°1, Octobre 2007, pp. 5-32.
- Josep Baqué et son bestiaire, Esteve Freixa i Baqué en col·laboració amb Mireille Grizzo, Lausanne / Gollion, Collection de l'Art Brut / Infolio, 2014, 44 pages, 30 ill. (ISBN 978-2884747349)